# St. Pauli

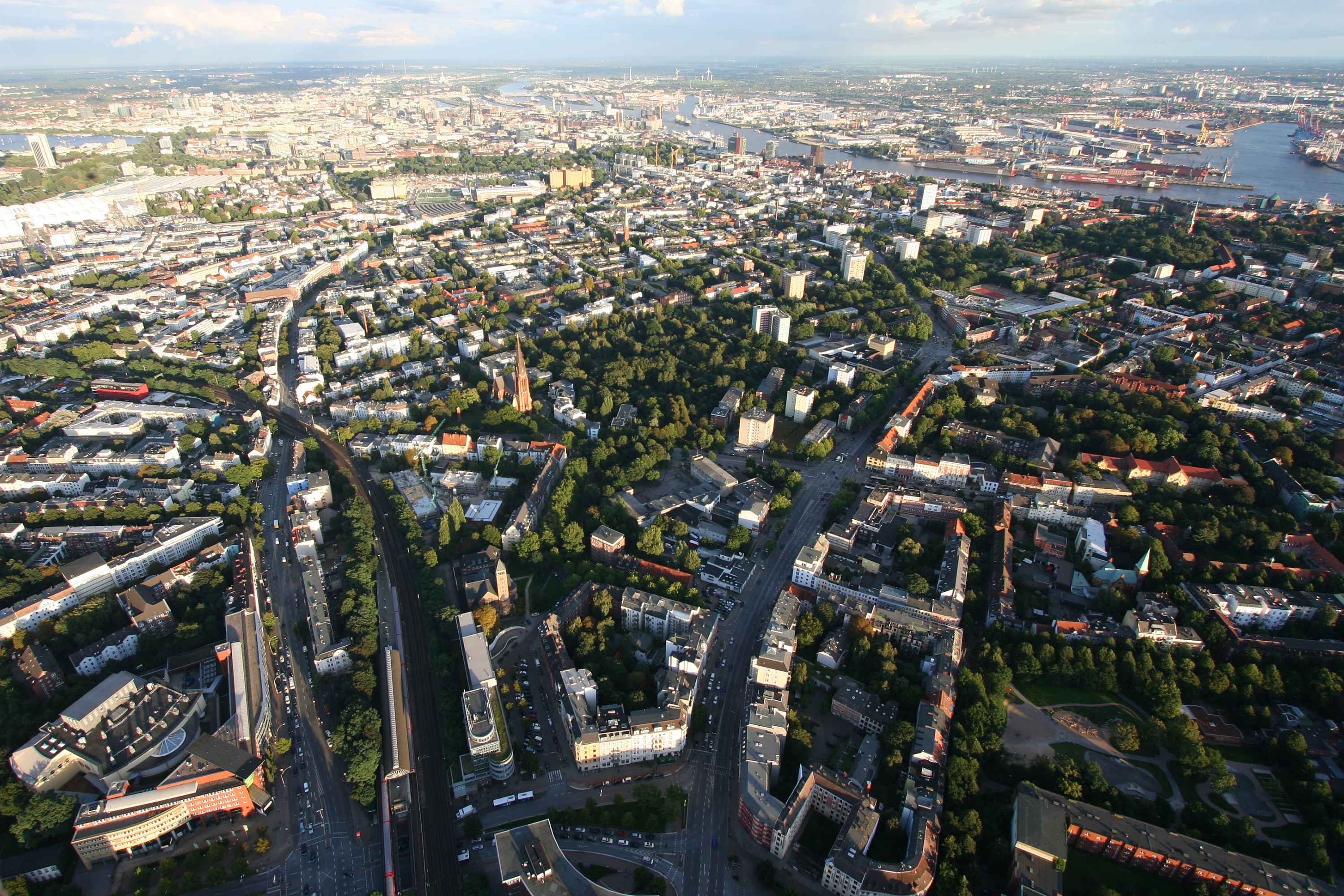
Sankt Pauli

Sankt Pauli, ou St. Pauli, est l'un des 105 quartiers de la ville de Hambourg, en Allemagne. 
Situé dans l'arrondissement de Hamburg-Mitte, il borde la rive droite de l'Elbe et abrite la partie nord du port de Hambourg. En 2006, sa population s'élevait à 27 612 habitants. 
Le quartier de St. Pauli est particulièrement célèbre pour son quartier rouge autour de la rue Reeperbahn ainsi que pour son club de football, le FC Sankt Pauli qui évolue en première division allemande. Longtemps considéré comme le quartier chaud de Hambourg, Sankt Pauli devient peu à peu le quartier branché de la ville. Il est aujourd'hui le quartier des bars et des boites de nuit.
Le quartier abrite le Monument de Bismarck.

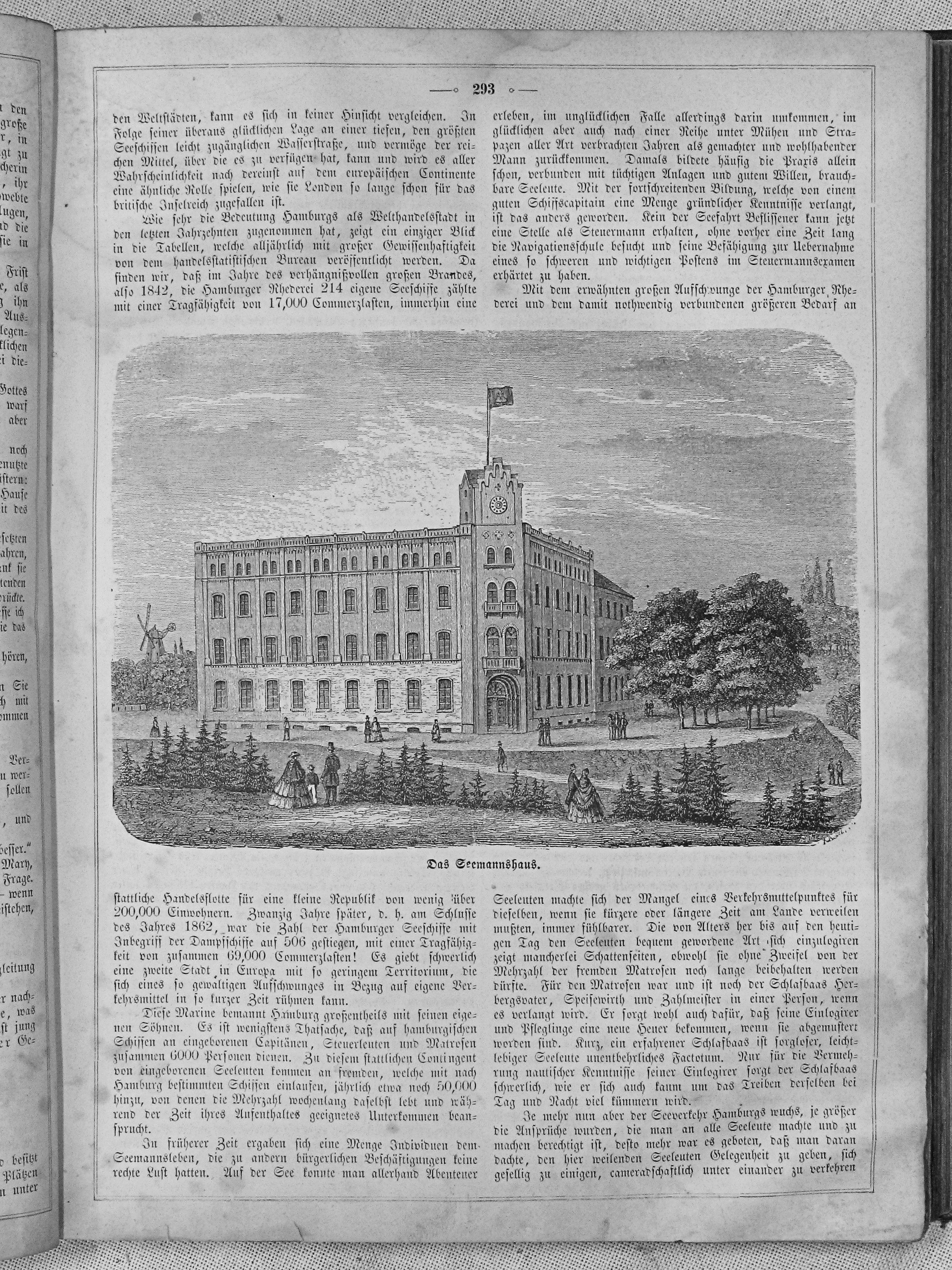
La maison de repos des marins (Seemannshaus) construite en 1863. Gravure du magazine Die Gartenlaube, 1863.

## Économie
Le quartier est notamment connu pour la pratique de la prostitution qui y prospère depuis au moins le XVIIIe siècle, profitant en particulier des marins de la mer Baltique de passage et des dockers du port de Hambourg.
Cette économie subit des développements importants au moment de la croissance économique que connait le pays dans les années 1960. Cette économie s'accompagne du développement d'une économie souterraine et de la formation de bande de crime organisée surveillés par la police.
À partir de 1965, le gouvernement incite à la construction de maisons closes dont l'architecture des plus grandes se calque sur celle des centres commerciaux. L'Eros Center est inauguré en 1967. Il propose sur trois étages les services de plusieurs centaines de prostituées. La "libération sexuelle" de la fin des années 1960 accroit encore la clientèle.
Dans les années 1980, la disparition des marins et des dockers, ainsi que l'apparition du sida font nettement baisser les revenus du quartier. On assiste à un accroissement de la violence qui débouche notamment sur le massacre du commissariat de Hambourg du 29 juillet 1987 par Werner "Mucky" Pinzer, un membre de pègre et homme de main du proxénète Peter Nusser. La violence s'accroit encore dans les années 1990 avant de connaitre un embourgeoisement. 